# 藍浦線
藍浦線（：／ Nampo seon */?）是位于韩国忠清南道保宁市的一条已废弃的铁路，路线自蓝浦站起始，至玉马站终止。在2009年废止。

## 路线资料
- 路线距离：4.3km
- 轨间距离：1435mm
- 车站数：2
- 复线区间：全线单线
- 电化区间：无

## 历史
- 1964年6月27日：开通路线。
- 2009年12月28日：路线废止[1]。

## 车站分布
| 车站名 | 朝鲜语站名 | 车站间距（km） | 累计距离（km） | 连接路线   |
| 蓝浦站 | 남포역     | 0.0            | 0.0            | 长项线     |
| 玉马站 | 옥마역     | 4.3            | 4.3            | 玉西三角线 |